# Люблинский треугольник
Лю́блинский треуго́льник (лит. Liublino trikampis, пол. Trójkąt Lubelski, укр. Люблінський трикутник) — трёхсторонняя региональная платформа (формат), институализированная в Люблине в июле 2020 года Украиной, Польшей, Литвой, которые заявили, что её создание преследует цели углубления военного, политического, экономического и социального сотрудничества между этими странами, а также поддержку интеграции Украины в Европейский союз и НАТО.

## История
Совместная декларация министров иностранных дел Литвы, Польши и Украины о создании платформы была подписана 28 июля 2020 года в Люблине (Польша). Министры осудили аннексию Россией Крыма и Севастополя и призвали Россию вывести войска из частей Донецкой и Луганской областей, приветствовали предоставление Украине статуса партнёра с расширенными возможностями НАТО (12 июня 2020), отметив, что предоставление Украине Плана действий по членству в НАТО должно стать следующим шагом в этом направлении.
На следующую встречу, которая должна пройти в Киеве, Министр иностранных дел Украины Дмитрий Кулеба в качестве почётного гостя пригласил главу МИД Белоруссии Владимира Макея.
Сотрудничество трёх стран не ограничится только вопросами безопасности, речь пойдёт также об экономике, торговле, инвестициях, туризме, инфраструктуре.
17 сентября прошла первая встреча глав МИД стран Люблинского треугольника в формате видеоконференции. Они определили основные направления деятельности Люблинского треугольника.

5 октября 2021 года в формате круглого стола в рамках Варшавского форума безопасности состоялась встреча министров иностранных дел Люблинского треугольника, в частности, Дмитрий Кулеба подчеркнул, что Люблинский треугольник является ярким примером нового тренда международной политики по созданию региональных альянсов:
Международную повестку дня в течение десятилетий формировали крупные международные организации и альянсы. ОБСЕ, Совет Европы, НАТО, ЕС и ООН структурировали мировой порядок. Сегодня, прежде всего в результате агрессивных действий России, крупным альянсам все сложнее поддерживать международный мир и безопасность. Поэтому большое значение приобретают гибкие региональные форматы, такие как Люблинский треугольник. Этот важный региональный формат взаимодействия сегодня раскрывает потенциал наших трех стран, сближает нас и укрепляет безопасность Украины, Польши и Литвы на фоне растущих вызовов в регионе. Веймарский треугольник в свое время помог Польше возвратиться к европейской политике. Сегодня Люблинский треугольник возвращает Украину в пространство Центральной Европы, к которому она всегда исторически принадлежала.
Дмитрий Кулеба подчеркнул, что Люблинский треугольник закреплен в недавно утвержденной Стратегии внешнеполитической деятельности Украины как один из важнейших новых международных форматов взаимодействия Украины. Вместе с Ассоциированным трио, Квадригой и Крымской платформой, эти новые форматы отражают новую проактивную внешнюю политику Украины и направлены на создание пояса безопасности и процветания для Украины и региона между Балтийским и Черным морями.

## Механизмы сотрудничества в рамках платформы
Согласно Совместной декларации Литвы, Польши и Украины министры иностранных дел сторон должны проводить регулярные встречи, в частности на полях многосторонних мероприятий, и при участии избранных партнёров. Они также будут организовывать консультации на уровне руководства министерств иностранных дел своих стран и создают в данных министерствах должности представителей по вопросам сотрудничества в рамках Люблинского треугольника.
2 декабря 2021 заместитель министра иностранных Украины Николай Точицкий заявил, что хотя Украина и Польша демонстрируют высокий уровень стратегического партнерства, Киев и Варшава планируют в дальнейшем активно развивать Люблинский треугольник. По словам Точицкого, в ходе политических консультаций в Варшаве стороны обсудили широкий круг вопросов, в том числе и сложную историю.

## Трёхсторонние проекты реализованные до создания платформы

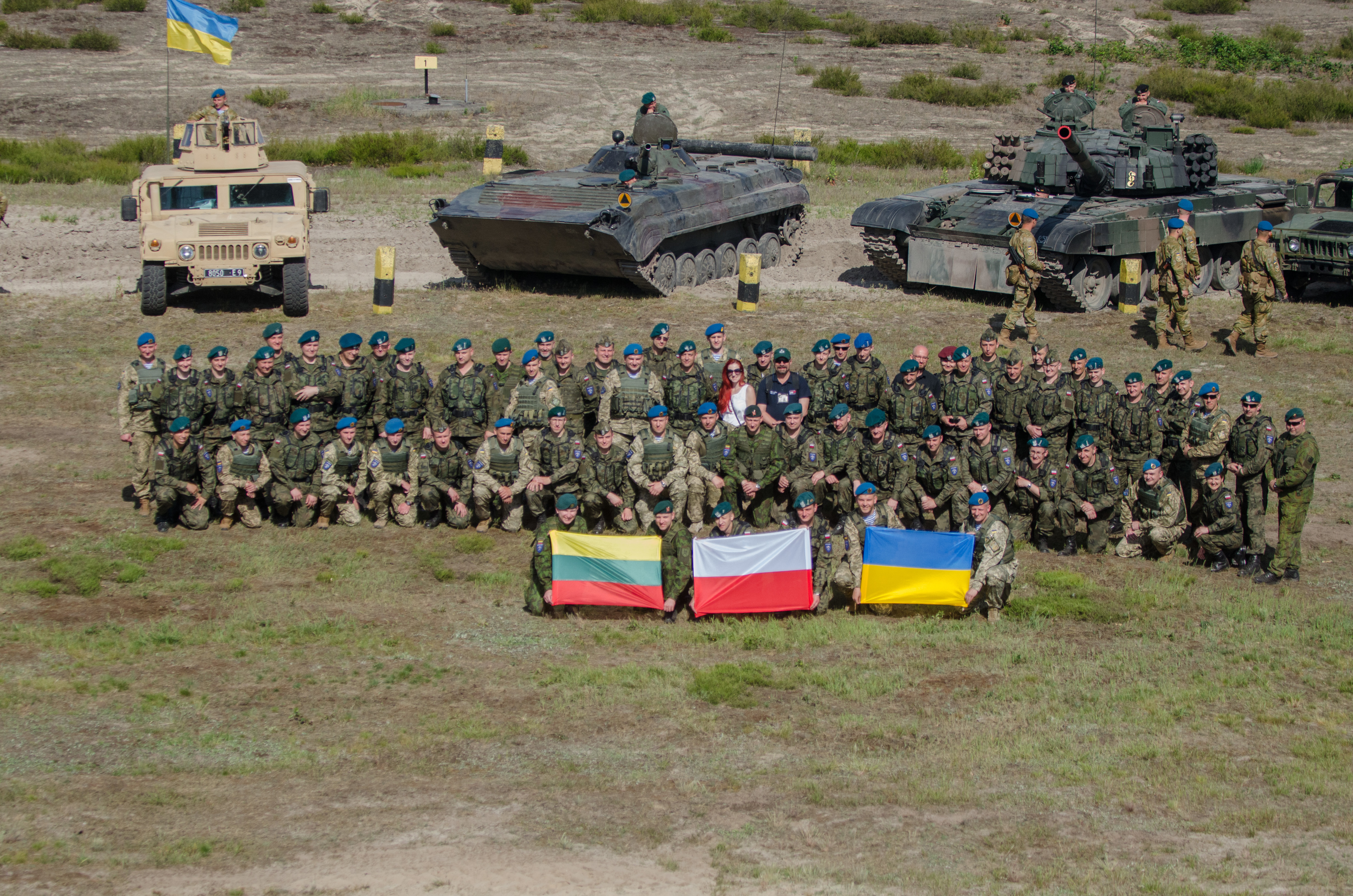
Бойцы литовско-польско-украинской бригады на церемонии открытия учений «Анаконда-2016». Польша, полигон Новая Деба, июнь 2016 года

### Межпарламентская ассамблея
Межпарламентская Ассамблея Верховной Рады Украины, Сейма и Сената Республики Польша и Сейма Литовской Республики создана для налаживания диалога между тремя странами в парламентском измерении в 2005 году. Учредительное заседание Ассамблеи состоялось 16 июня 2008 года в Киеве. В рамках Ассамблеи действуют комитеты по вопросам европейской и евроатлантической интеграции Украины, гуманитарного и культурного сотрудничества.

### Совместная бригада

Эмблема ЛитПолУкрбриг

Литовско-польско-украинская бригада — это многонациональное подразделение с возможностями общей военной бригады, предназначенное для ведения независимых военных операций в соответствии с международным правом или участием в таких действиях. В его состав входят специальные воинские части трех стран, выбранные из 21 Подгальской стрелковой бригады (Польша), 80 десантно-штурмовой бригады (Украина) и батальона Великой княгини Бируте Улан (Литва).
Литовско-польско-украинская бригада создана в рамках трёхстороннего сотрудничества в сфере обороны в 2014 году. Обеспечивает национальный вклад в международные военные формирования высокой степени готовности (Резервные соглашения ООН, Боевые тактические группы ЕС, Силы реагирования НАТО), а также международные операции по поддержанию мира и безопасности под эгидой ООН, ЕС, НАТО и других международных организаций в сфере безопасности на основе мандата Совета Безопасности ООН и в случае одобрения парламентами стран-участников.
С 2016 года ЛитПолУкрбриг является важным элементом действий НАТО, направленных на внедрение стандартов НАТО в Вооруженных Силах Украины. Основная деятельность бригады включает обучение украинских офицеров и воинских частей этим стандартам, планирование и проведение оперативных задач и поддержание оперативной готовности.

### Молодежный Люблинский треугольник
Молодежный Люблинский треугольник (Youth Lublin Triangle, YLT) — институционализированная платформа для сотрудничества между молодежью Литвы, Польши и Украины. Инициированный молодежной организацией «Платформа публичной дипломатии» Молодежный Люблинский треугольник получил поддержку от министров иностранных дел Литвы, Польши и Украины.
Толчком к реализации инициативы стало исследование потенциала молодежного сотрудничества под эгидой Люблинского треугольника, проведенное «Платформой публичной дипломатии» и продленное Фондом Конрада Аденауэра.
Первым шагом к реализации инициативы стал онлайн форум, проведенный 9-10 апреля 2021 года. Форум посетили представители молодежных советов Литвы, Польши, Украины и Беларуси, а также высокопоставленные чиновники из Литвы и Украины.
Молодежный Люблинский треугольник создан для обеспечения синергии и подготовки молодежи стран-участниц к сожительству в успешном и безопасном европейском пространстве. Сферы сотрудничества будут включать, в частности, исторический и культурный диалог, профессиональное и академическое развитие.

## Сравнение стран
| Название                      | Литва | Польша | Украина |
| Официальное название          | Литовская Республика (Lietuvos Respublika)                                                               | Республика Польша (Rzeczpospolita Polska)                                                                                | Украина (Україна) |
| ----------------------------- | --- | --- | --- |
| Герб                          | | | |
| Флаг                          | Литва | Польша | Украина |
| Население                     | ▲ 2 889 868                                                                                              | ▼ 38 383 000 | ▼ 41 660 982 |
| Площадь                       | 65,302 км² (25,200 миля²)                                                                                | 312,696 км² (120,733 миля²)                                                                                              | 603,628 км² (233,062 миля²) |
| Плотность населения           | 43 человека/км²                                                                                          | 123 человека/км² | 73 человека/км² |
| Гос. устройство               | Унитарная президентско-парламентская конституционная республика                                          | Унитарная президентско-парламентская конституционная республика                                                          | Унитарная парламентско-президентская конституционная республика |
| Столицы                       | Вильнюс – 580,020 (810,290 Метрополийная территория)                                                     | Варшава – 1,783,321 (3,100,844 Метрополийная территория)                                                                 | Киев – 2,950,800 (3,375,000 Метропольная территория) |
| Крупнейший город              | Вильнюс – 580,020 (810,290 Метрополийная территория)                                                     | Варшава – 1,783,321 (3,100,844 Метрополийная территория)                                                                 | Киев – 2,950,800 (3,375,000 Метропольная территория) |
| Официальные языки             | Литовский (де-факто и де-юре)                                                                            | Польский (де-факто и де-юре)                                                                                             | Украинский (де-факто и де-юре) |
| Текущий глава правительства   | Премьер-министр Римантас Шаджюс (2025-до сих пор)                                                        | Премьер-министр Дональд Туск (Гражданская платформа; 2023-до сих пор)                                                    | Премьер-министр Юлия Свириденко (2025-до сих пор) |
| Нынешний глава государства    | Президент Гитанас Науседа (2019-до сих пор)                                                              | Президент Кароль Навроцкий (Право и справедливость; 2025-до сих пор)                                                     | Президент Владимир Зеленский (Слуга народа; 2019-до сих пор) |
| Основные религии              | 77.2 % католики, 4,1 % православные, 0,8 % старообрядцы, 0,6 % лютеране, 0,2 % реформаторы, 0,9 % другие | 71.3 % римо-католики, 20.53 % не указали, 6.87 % не относятся ни к одной из конфессий, 0.4 % православные, 0.86 % другие | 67.3 % православные, 9,4 % греко-католики, 0,8 % римо-католики, 7,7 % неопределённые христиане, 2,2 % протестанты, 0,4 % иудеи, 0,1 % буддисты, 11,0 % не относятся ни к одной из конфессий |
| Этнические группы             | 84.2 % литовцы, 7,1 % поляки, 5,8 % русские, 1,2 % белорусы, 0,5 % украинцы, 1,7 % другие                | 98 % поляки, 2 % остальные не указаны                                                                                    | 77.8 % украинцы, 17,3 % русские, 0,8 % румыны и молдоване, 0,6 % белорусы, 0,5 % крымские татары, 0,4 % болгары, 0,3 % венгры, 0,3 % поляки, 1,7 % другие                                   |
| ВВП (номинальный)             | - ▲ $70,523 млрд (2022) (83 место) - ▲ $25 036 на душу населения (2022) (44 место)                       | - ▲ $585.816 млрд (2018) (21 место) - ▲ $15,426 на душу населення (2018) (56 место)                                      | - ▲ $161.872 млрд (2020) (56 место) - ▲ $3,881 на душу населення (2020) (119 место) |
| Внешный долг (номинальный)    | $34.48 млрд (2016) — 31,6 % ВВП                                                                          | $281.812 млрд (2019) — 47,5 % ВВП                                                                                        | $47.9 млрд (2018) — 46,9 % ВВП |
| ВВП (ППС)                     | - ▲ $132,695 млрд (2022) (88 место) - ▲ $47 107 на душу населения (2022) (41 место)                      | - ▲ $1.215 триллион (2018) (23 место) - ▲ $32,005 на душу населення (2018) (41 место)                                    | - ▲ $429.947 млрд (2018) (48 место) - ▲ $10,310 на душу населення (2018) (108 место) |
| Валюта                        | Евро (€) — EUR                                                                                           | Польский злотый (zł) — PLN                                                                                               | Украинская гривна (₴) — UAH |
| Индекс человеческого развития | 0.869 очень высоко 35 место - 0.774 очень высокий IHDI 13 место                                          | 0.872 очень высоко 34 место - 0.801 очень высокий IHDI 27 место                                                          | 0,773 высоко 77 место - 0.701 высокий IHDI 54 место |